# 1234 Elyna
1234 Elyna (1931 UF) là một tiểu hành tinh vành đai chính được phát hiện ngày 18 tháng 10 năm 1931 bởi Karl Wilhelm Reinmuth ở Heidelberg.